# 菊田武勝
菊田 武勝（きくた たけかつ、1943年 - ）は、日本の映像作家、アニメーター。主にNHKの音楽番組「みんなのうた」などのアニメーションを制作している。

## 作品一覧

### みんなのうた
- ◆は5分間1曲枠の楽曲。
- 1.線路はつづくよどこまでも / 海援隊（1975年8月・9月放送）
- 2.アフターマン / 岡村明美（1994年10月・11月放送）